# Невежис (футбольний клуб)
Футбольний клуб «Невежис» (лит. Futbolo klubas Nevėžis) — литовський футбольний клуб з Кедайняя, заснований у 1945 році як «Спартакас». Виступає в І лізі. Домашні матчі приймає на стадіоні «Кедайняй», місткістю 3 000 глядачів.

## Досягнення
- А-ліга
  - Чемпіон (3): 1966, 1972, 1973
  - Срібний призер (2): 1968, 1969
  - Бронзовий призер (2): 1967, 1970
- Кубок Литви
  - Володар (5): 1967, 1968, 1970, 1972, 1973
  - Фіналіст (1): 1982.

## Сезони (2000—)
| Сезон | Рівень | Ліга       | Місце | Примітки |
| ----- | ------ | ---------- | ----- | -------- |
| 2018  | 2.     | Перша ліга | 4.    | [ 1 ]    |
| 2019  | 2.     | Перша ліга | 5.    | [ 2 ]    |
| 2020  | 2.     | Перша ліга | 1.    | [ 3 ]    |
| 2021  | 1.     | А-ліга     | 10.   | [ 4 ]    |
| 2022  | 2.     | Перша ліга | 3.    | [ 5 ]    |
| 2023  | 2.     | Перша ліга | 3.    | [ 6 ]    |
| 2024  | 2.     | Перша ліга | 7.    | [ 7 ]    |